# Claudia Lösch
Cet article concerne une skieuse alpine autrichienne. Pour la lanceuse de poids allemande, voir Claudia Losch.
Claudia Lösch est une skieuse handisport autrichienne, née le 19 octobre 1988 à Vienne.

## Biographie
Elle est paraplégique des suites d'un accident de la route à l'âge de cinq ans. 
Elle est le porte-drapeau de la délégation autrichienne aux Jeux paralympiques d'hiver de 2018.

## Palmarès

### Jeux paralympiques
| Épreuve / Édition | Turin 2006 | Vancouver 2010 | Sotchi 2014 | Pyeongchang 2018 |
| ----------------- | ---------- | -------------- | ----------- | ---------------- |
| Descente          | Bronze     | Bronze         | DNF         | DNF              |
| Super-G           | -          | Or             | Argent      | Argent           |
| Slalom géant      | 5e         | 8e             | Argent      | Bronze           |
| Slalom            | 6e         | Or             | 5e          |                  |
| Super combiné     | 7e         | Argent         | DNF         | DNF              |